# Dilek Öcalan
Dilek Öcalan (Şanlıurfa, 3 ottobre 1987) è una politica curda con cittadinanza turca.

## Biografia
È nipote del rivoluzionario curdo Abdullah Öcalan, attualmente imprigionato in Turchia.
Si è candidata con il Partito Democratico del Popolo (Hdp) alle elezioni politiche del 2015 ed è stata eletta come deputata alla Grande Assemblea Nazionale Turca.
Nel 2018 è stata arrestata con l'accusa di incitamento all'insurrezione ed al terrorismo per un discorso tenuto durante un funerale, reato per cui è stata condannata a due anni e sei mesi di reclusione.